# Theophilus Presbyter

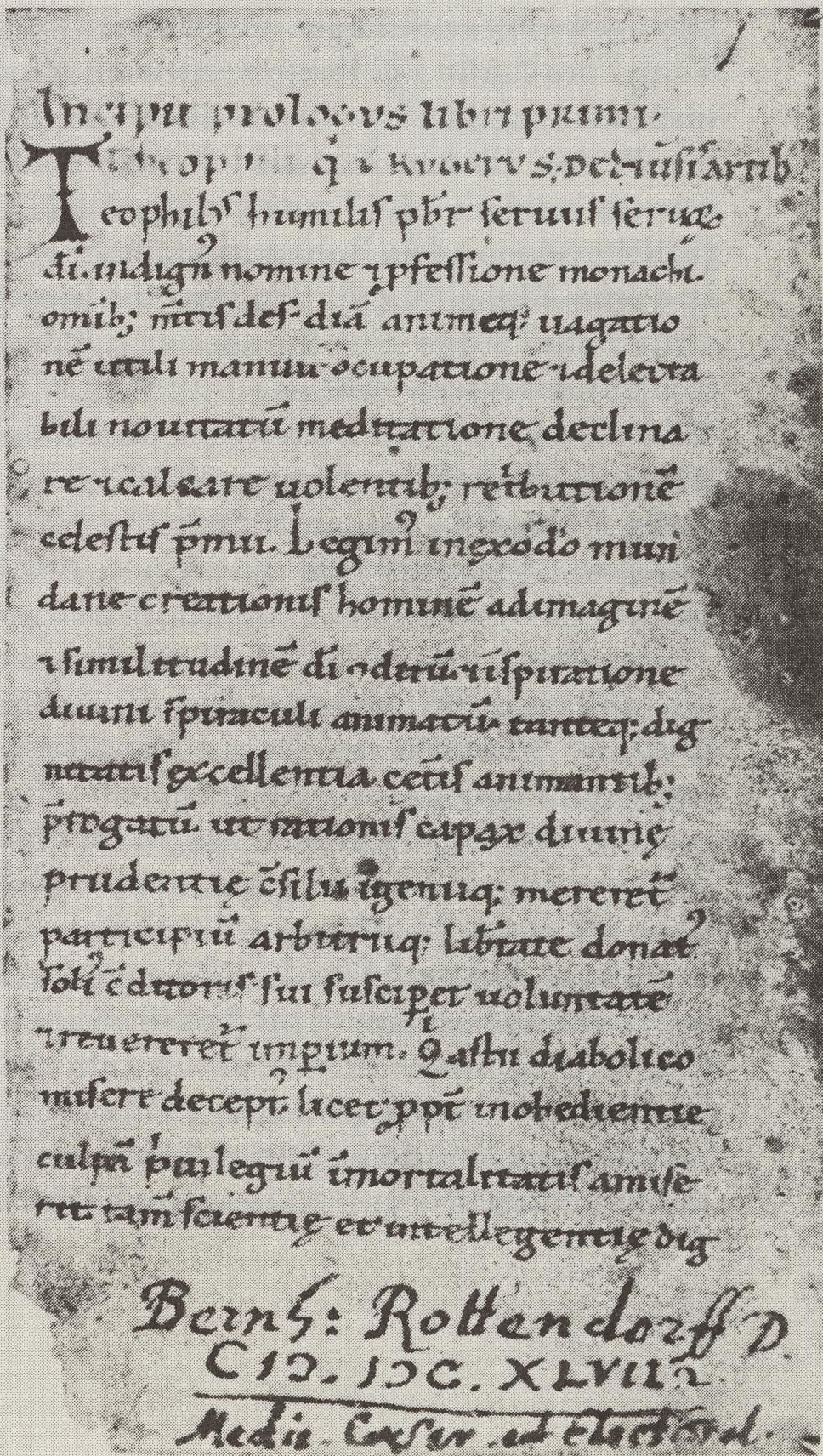
Ur en handskrift av De diversis artibus som förvaras i Österrikiska nationalbiblioteket.

Theophilus Presbyter, född omkring 1070, död omkring 1125, var en benediktinmunk, konsthantverkare och författare.
Theophilus skrev den medeltida hantverksmanualen De diversis artibus ("Om de olika konsterna") eller Schedula diversarum artium. Denna är uppdelad i tre böcker - en om måleri, en om glastillverkning och slutligen en om metallsmide.  Den senare är även den mest omfångsrika. Tonen i texten är mycket direkt och läsaren lotsas handfast, stundom bryskt, genom en medeltida hantverkares värld.   
Theophilus anses av många forskare vara den historiskt belagde konsthantverkaren Rogerus från Helmarshausens munknamn. Denne Roger var verksam under 1100-talets första årtionden.